# Eutelsat 5° West
Eutelsat 5° West is de satellietpositie 5,0 graden westerlengte op de geostationaire baan rond de Aarde. Vanaf deze positie zenden een of meer omroepsatellieten van de onderneming Eutelsat radio- en televisieprogramma's uit naar Frankrijk, Italië en Algerije.
Via Eutelsat 5° West is een groot aantal Franse en Italiaanse kanalen vrij te ontvangen, waaronder TF1, France 2, Rai 1 en Canale 5. Omdat op deze satellietpositie veel gebruikt wordt gemaakt van 'multistream', is voor de ontvangst van de belangrijkste kanalen een speciale DVB-S2X-ontvanger nodig.
Eutelsat 5° West kent twee belangrijke uitzendgebieden: het trans-Alpijnse uitzendgebied gericht op Frankrijk en Italië en het Algerijnse uitzendgebied. In Nederland en België zijn alleen de uitzendingen voor het trans-Alpijnse uitzendgebied te ontvangen.

## Geschiedenis
De satellietpositie 5 graden west werd op 15 april 1992 in gebruik genomen door de satelliet Telecom 2B van France Télécom. Er werden destijds zes analoge televisiekanalen doorgegeven in het kleursysteem SECAM, te weten M6, A2, Arte, Canal+, TF1 en Canal J/Jimmy. De kanalen konden (ook in Nederland en België) met een schotelantenne van 65 cm ontvangen worden.